# كيفن شميت (لاعب هوكي الجليد)
كيفن شميت (بالألمانية: Kevin Schmidt)‏ هو لاعب هوكي الجليد ألماني وكندي، ولد في 14 فبراير 1986 في ماركام في كندا.

## وصلات خارجية
- كيفن شميت على موقع دوري الهوكي الوطني (الإنجليزية)
- كيفن شميت على موقع EliteProspects.com (الإنجليزية)
- كيفن شميت على موقع HockeyDB.com (الإنجليزية)